# Rheotanytarsus reissi
Rheotanytarsus reissi är en tvåvingeart som beskrevs av Lehman 1970. Rheotanytarsus reissi ingår i släktet Rheotanytarsus och familjen fjädermyggor. Inga underarter finns listade i Catalogue of Life.